# Рива (Торино)
Рива је насеље у Италији у округу Торино, региону Пијемонт.
Према процени из 2011. у насељу је живело 1492 становника. Насеље се налази на надморској висини од 325 м.